# Brownstown (Indiana)
Brownstown város az USA Indiana államában. Lakosainak száma 3025 fő (2020. április 1.).

## Népesség
A település népességének változása:

| 2010 | 2 947 |
| 2020 | 3 025 |